# Обломов
„Обломов“ е роман на руския писател Иван Гончаров, издаден през 1859 година.
Той е втората част на трилогия, включваща още романите „Обикновена история“ и „Бездна“. Гончаров работи по него от 1847 година и романът отразява тягостната обществена атмосфера в края на управлението на Николай I. Главният герой е живеещ в града помешчик, чиито безволие, мързел и апатия го довеждат до пълна деградация на личността. Романът има широк отзвук в руския културен живот, като критикът Николай Добролюбов го определя като дефиниращ типично социално явление на епохата – обломовщина.
„Обломов“ е издаден в България през 1919 година в превод на Васил Йорданов и през 1954 година в превод на Георги Константинов (преиздаден през 1974 година).